# Hôtel de Spangen
L'Hôtel de Spangen est un édifice qui fait partie du vaste ensemble architectural de style néo-classique de la place Royale de Bruxelles construit entre 1775 et 1782 par les architectes français Jean-Benoît-Vincent Barré et Barnabé Guimard à l'époque des Pays-Bas autrichiens.
Il abrite depuis 2000 une aile du musée des Instruments de musique de Bruxelles (MIM).

## Localisation
L'Hôtel de Spangen est situé à l'angle de la place Royale et de la rue Montagne de la Cour qui descend vers le Mont des Arts.
Il occupe plus précisément le no 13 et le no 14 de la place Royale, entre la rue Montagne de la Cour et l'Hôtel de Grimbergen.

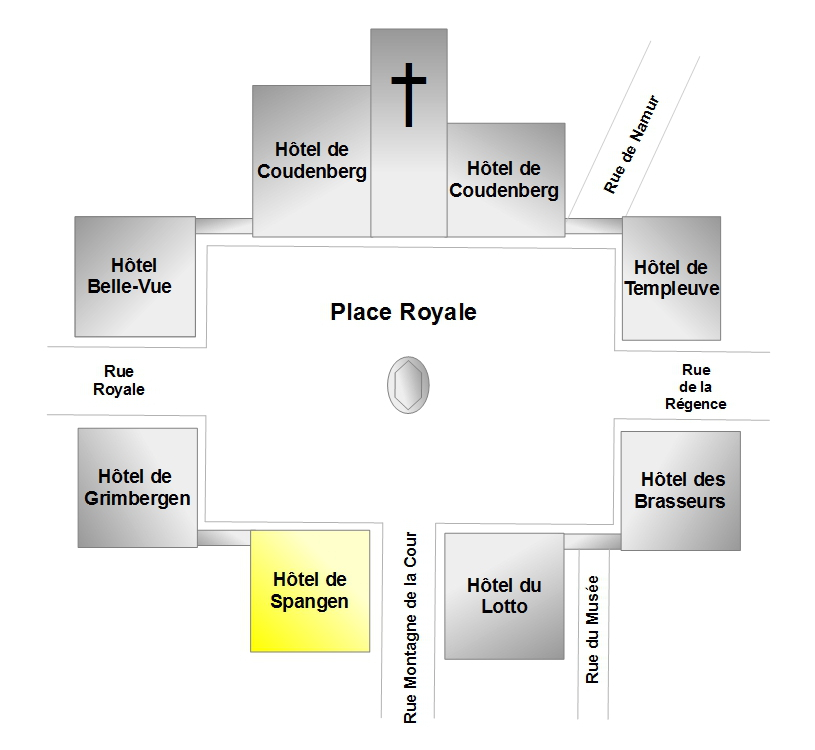
Situation de l'Hôtel de Spangen sur la place Royale.

## Historique

### Historique de la place Royale
Au XVIIIe siècle, les autorités autrichiennes souhaitent édifier à l'emplacement de l'ancien palais du Coudenberg, incendié en 1731, une place monumentale inspirée des modèles français tels la place Stanislas de Nancy (1755) et la place Royale de Reims (1759).
Le projet est approuvé en 1774 par l'impératrice Marie-Thérèse d'Autriche, qui autorise la démolition du palais.
En 1776, le projet devient un plan urbanistique monumental comportant huit pavillons, qui est confié aux architectes français Jean-Benoît-Vincent Barré, qui conçoit le projet de base, et Barnabé Guimard, qui assure la réalisation des plans détaillés.
En raison des coûts élevés, le gouvernement fait appel à l'abbaye du Coudenberg, à l'abbaye de Grimbergen, à la corporation des Brasseurs, à la Loterie impériale et royale des Pays-Bas ainsi qu'à des particuliers comme le comte de Spangen, la comtesse de Templeuve et le marchand de vins Philippe de Proft,.

### Historique de l'Hôtel de Spangen

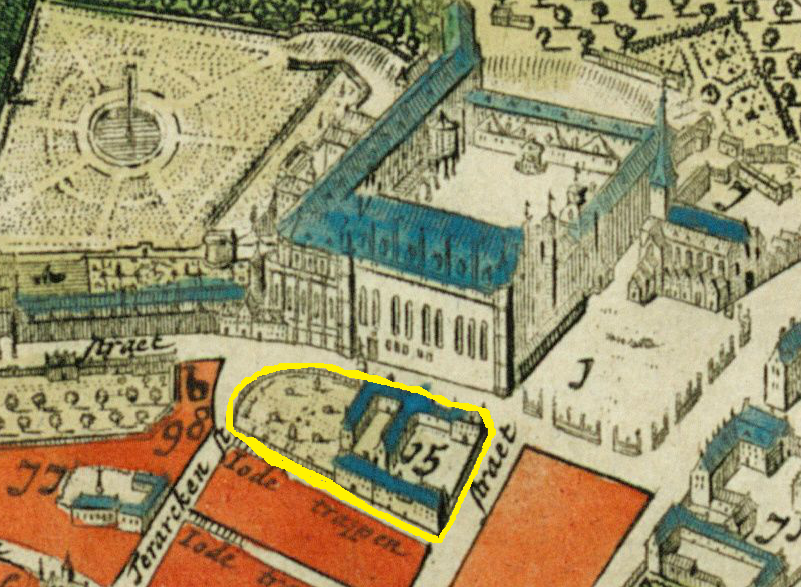
La Cour d'Hoogstraeten, site sur lequel a été édifié l'Hôtel de Spangen, entourée d'un trait jaune sur le plan de Fricx dressé en 1712.

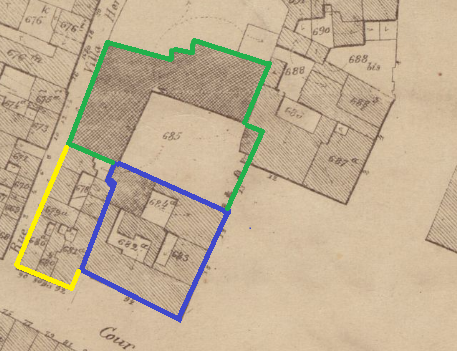
Hôtel de Spangen : entouré en bleu l'hôtel édifié en 1776-1777, en vert les annexes domaine de l'Etat et en jaune les autres annexes - Extrait du Plan Popp, Bruxelles, Section 7 - 1866.

Le 30 novembre 1774 une partie de l'ancienne « Cour d'Hoogstraeten » - jadis propriété d'Antoine de Lalaing - est cédée à la Ville de Bruxelles par Marie-Louise, comtesse douairière zu Salm-Salm (née princesse de Hesse-Rheinfels-Rothenbourg (1729-1800), veuve depuis 1773 de Maximilien Prince zu Salm-Salm, duc de Hoogstraten) puis vendue le 3 janvier 1776 pour la somme de 38 000 florins à Corneille Juste Philibert Philippe comte de Spangen, baron de Herent, issu d'une famille au service des Habsbourg depuis plusieurs générations, chambellan de la Cour de Vienne (1726-1817) qui la fait partiellement démolir pour édifier l'Hôtel de Spangen au cours des années 1776-1777.

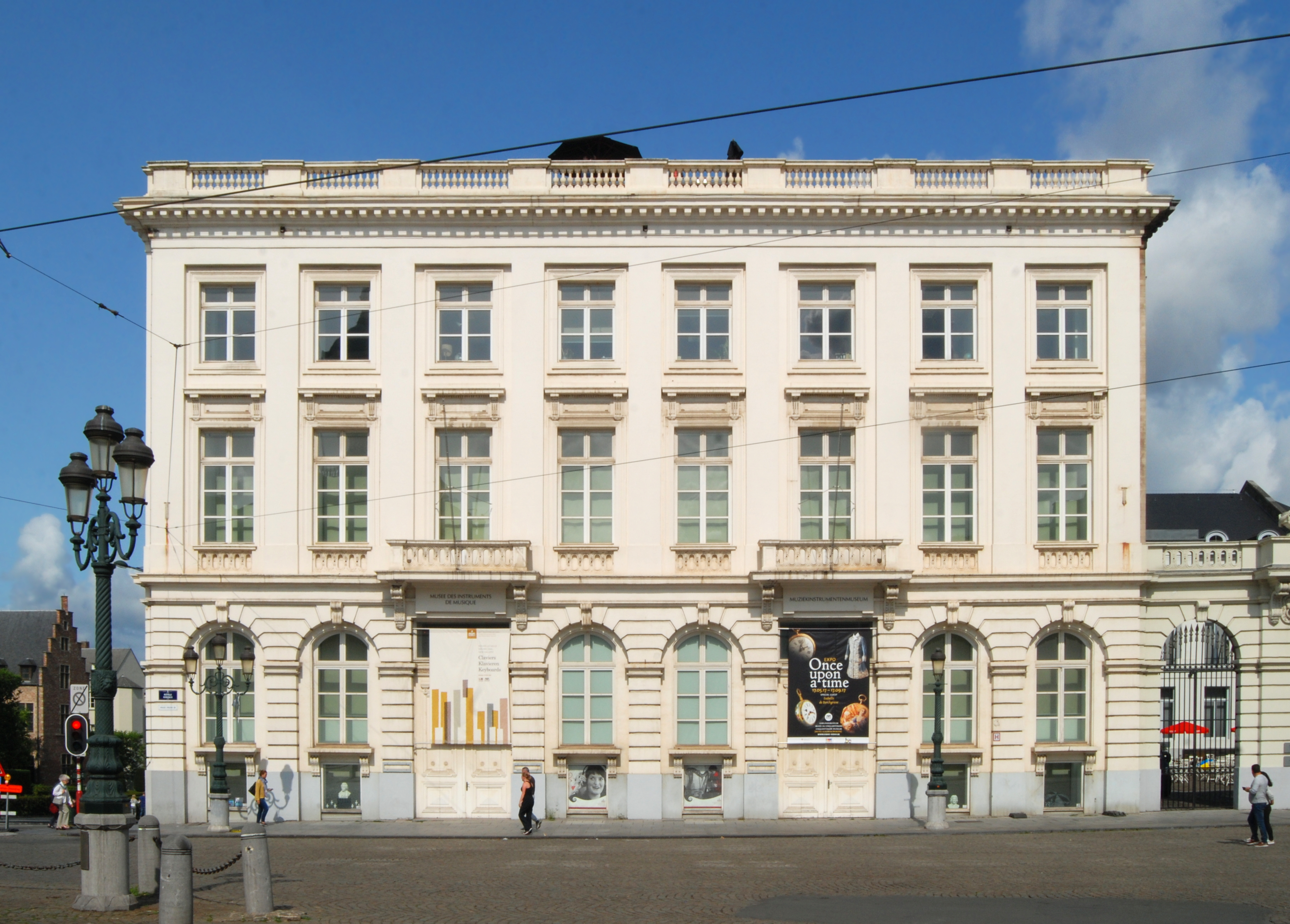
Façade de l'Hôtel de Spangen donnant sur la Place Royale.

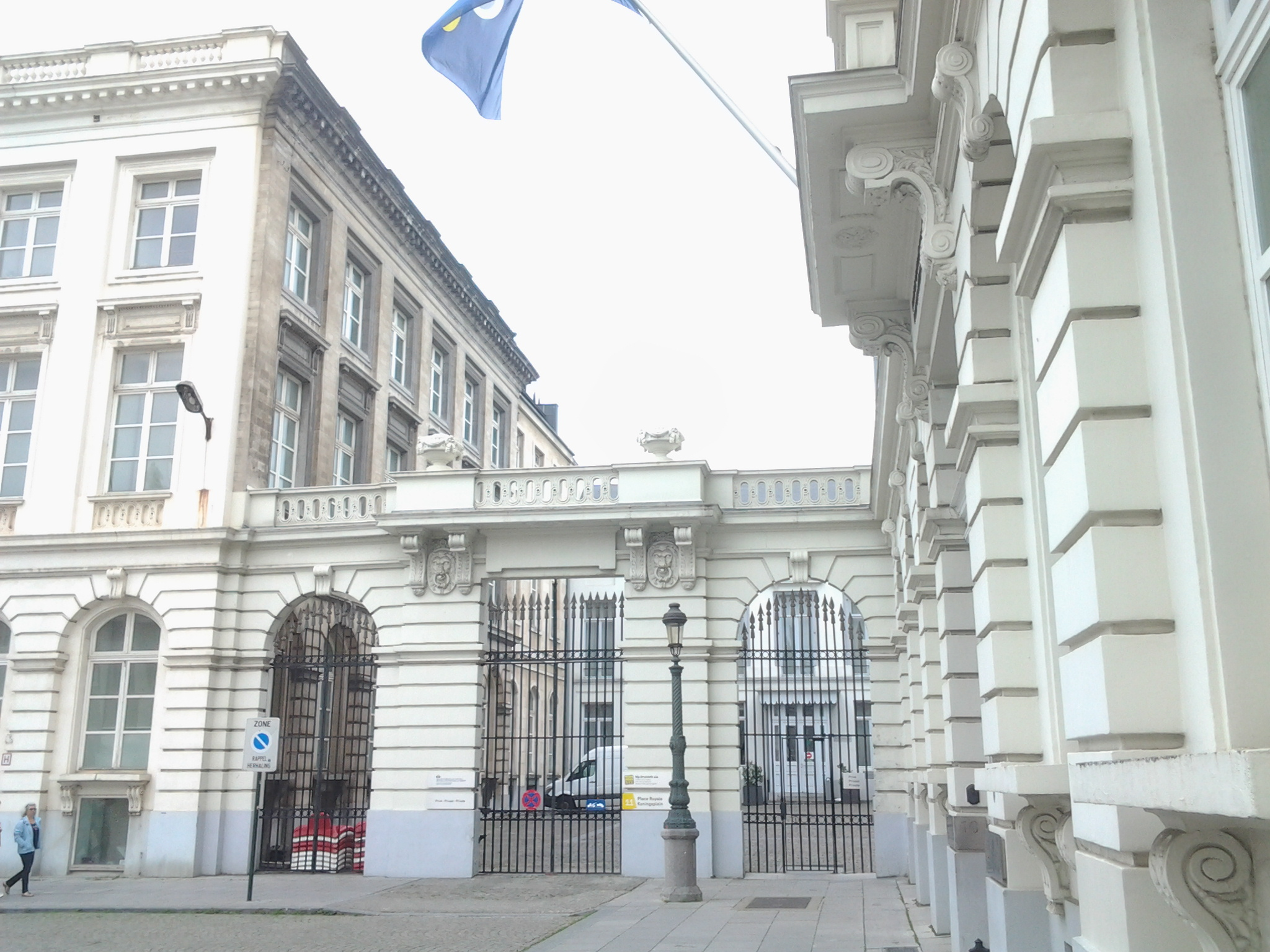
Portique reliant l'Hôtel de Spangen à l'Hôtel de Grimbergen.

Peu après, le comte de Spangen construit au nord de l'Hôtel une cour d'honneur entourée de dépendances, une aile nord qui porte les no 11 et no 12 de la place Royale. À sa mort en 1817, sa propriété passe aux van der Linden, barons d'Hooghvorst, ses lointains parents, dont plusieurs membres sont impliqués dans la vie politique belge. Les bâtiments sont ensuite rachetés et occupés dès janvier 1821 par le Prince d'Orange jusqu'à leur mise sous séquestre en octobre 1830 avant d'être rendus au gouvernement belge en 1842.

#### Corps central
L'Hôtel de Spangen qui porte les no 13 et no 14 de la place Royale connaît dès le XIXe siècle plusieurs propriétaires et affectations au fil du temps. L'immeuble est divisé en plusieurs lots, lesquels seront de nouveau regroupés dans les mains d'un propriétaire unique l'Old England en 1913, puis l'État belge depuis 1979 :
- XIXe siècle[13] : l'Hôtel Britannique, lequel devient en 1850 l'Hôtel de la Grande-Bretagne existant encore en 1866 et tenu par Duhent  ;
- jusqu'en 1911 : Taverne de la Régence ou Taverne Strobbe accueillant fréquemment des réunions culturelles ou scientifiques;
- 1886 : grands magasins « Old England », acquéreurs successifs de plusieurs lots en 1905, 1909 et 1911[14] (le bâtiment Art nouveau construit en 1898-99 par Paul Saintenoy n'étant en fait que son extension) ;
- 1974 : marchand de tapis « Rêve d'Orient » ;
- 1979 : achat par l'État belge en vue d'y installer le Musée des instruments de musique de Bruxelles lequel ouvrira ses portes au public en 2000.

En 1913, les travaux réalisés pour le compte de l'Old England impliquent la destruction totale de l'intérieur et des décors de l'Hôtel de Spangen, lequel ne conserve de son corps central initial que ses façades extérieures.

#### Aile nord
L'édifice qui borde le fond de la cour d'honneur, construit par le Comte de Spangen peu après 1777 et dont la grille d'entrée est incluse dans le portique reliant l'Hôtel de Spangen à l'Hôtel de Grimbergen (no 11-12), devient domaine de l'État et connaît lui aussi de multiples affectations au cours des siècles :

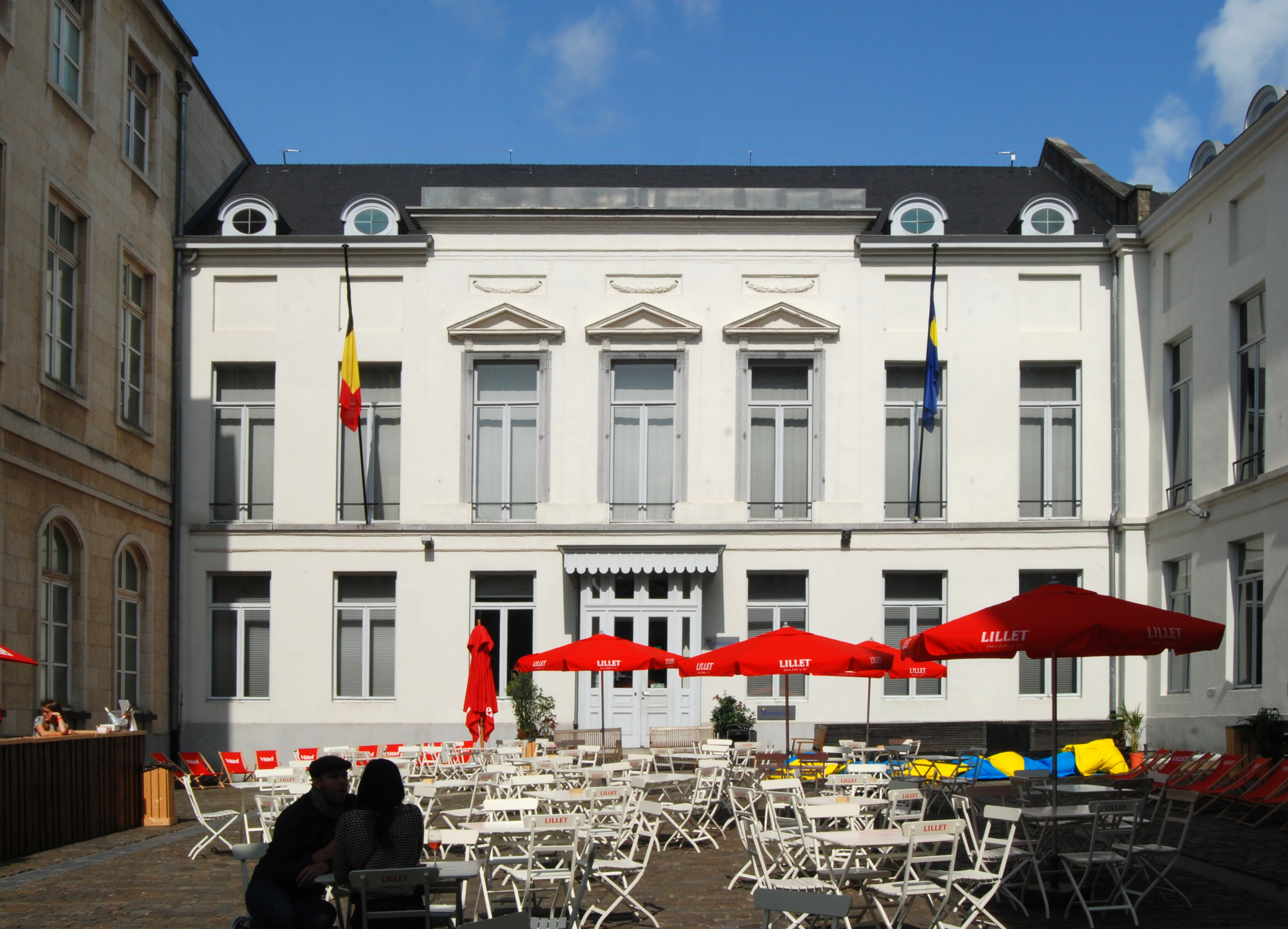
Annexe (aile nord) de l'Hôtel de Spangen.

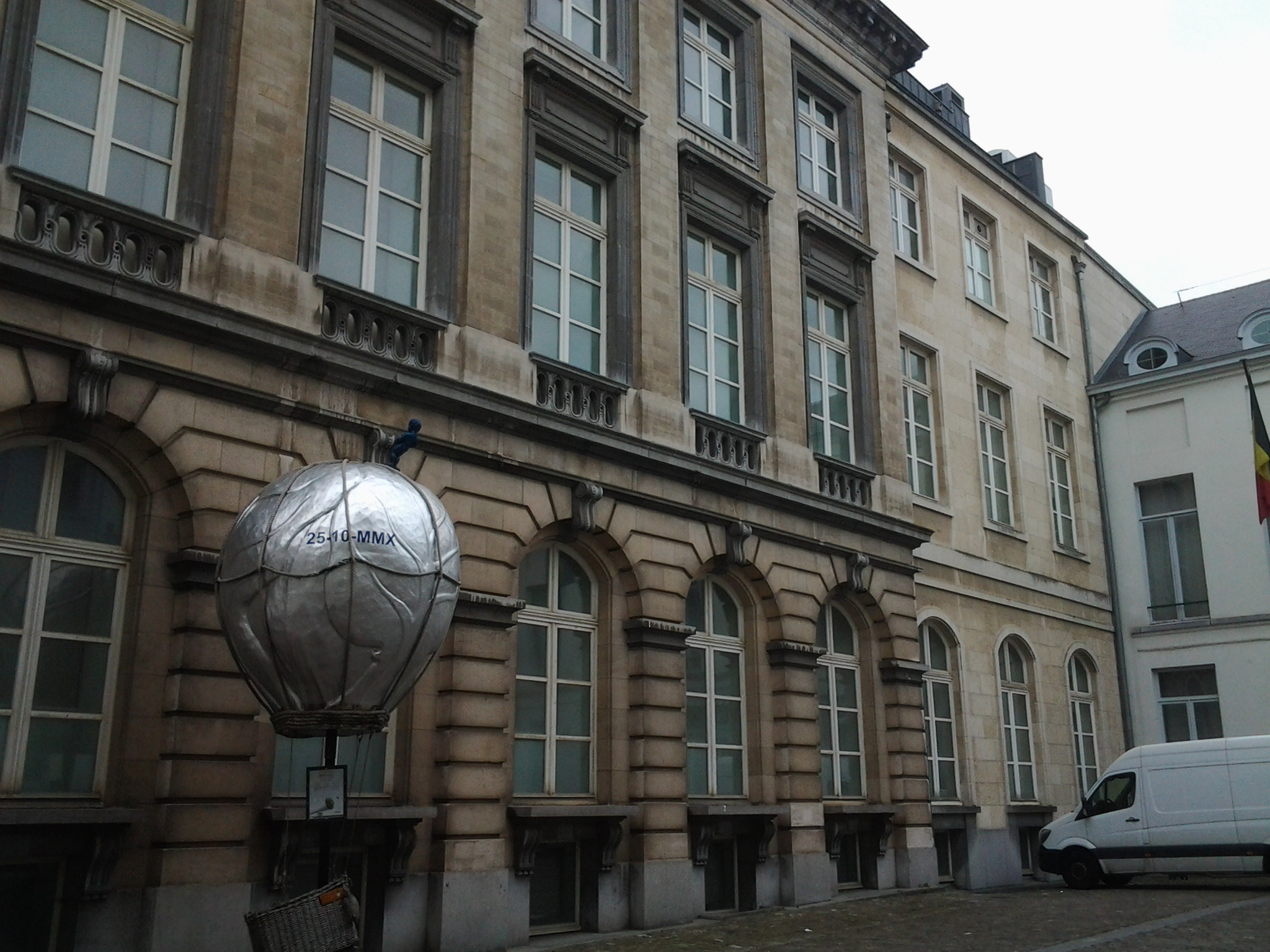
Façade Nord enduite, mais non peinte, de l'Hôtel de Spangen donnant sur la cour intérieure.

- 1821 : résidence du prince Guillaume d'Orange ;
- 1835 : siège de la Cour Militaire ;
- 1844 : Ministère des Travaux Publics ;
- 1884 : Ministère des Chemins de Fer ;
- 1897 : Cour des Comptes ;
- 1989 : « Ministère de la Région bruxelloise » (ancien nom du gouvernement de la Région de Bruxelles-Capitale) ;
- 2008 : annexe du service d'information touristique BIP (Bruxelles Info Place / Brussel Info Plein / Brussels Info Place) installé dans l'Hôtel de Grimbergen voisin (no 10).

## Architecture

### Maçonneries
L'Hôtel de Spangen présente trois façades enduites (dont deux sont peintes en blanc - celle donnant sur la place Royale et celle rue Montagne de la cour - comme tous les pavillons de la place Royale ainsi que la plupart des immeubles néoclassiques dessinés par Guimard autour du Parc de Bruxelles (Hôtel Errera, Hôtel de Ligne, Hôtel Empain, le « Lambermont »...) - et dont l'autre (celle donnant vers la cour de l'aile Nord) est laissée en l'état.
Ceci résulte de l'édit du gouvernement de 1781 qui ordonne d'enduire les façades de tous les pavillons de la place Royale. Cet édit confirme le cahier des charges établi dès 1776 qui prévoit que "tout le soubassement et rustique, y compris les corniches, clefs, consoles et moulures, depuis le rez-de-chaussée jusqu'au premier étage, doivent être exécutés en pierres de taille soit bleues ou blanches". Les mêmes matériaux doivent être employés "depuis la corniche qui termine le rustique et forme le socle de l'appui des fenêtres du premier étage", ainsi que pour "tous les chambranles des fenêtres, tant du premier étage que de l'attique" et pour "la grande corniche architravée d'ordre ionique à modillons, sa balustrade, ses piédestaux, et ses tablettes avec son astragale qui couronne le tout". Une tolérance est laissée pour "les trumeaux formant les pilastres et vides entre les fenêtres" qui peuvent être exécutés en briques.

### Façades
Le bâtiment de trois niveaux présente huit travées le long de la place Royale et huit le long de la rue Montagne de la Cour. Sa façade latérale (rue Montagne de la Cour) est donc plus large que l'Hôtel du Lotto qui lui fait face.
Le rez-de-chaussée est rythmé par une succession d'arcades cintrées à imposte et clé d'arc à perles et volutes, séparées par une maçonnerie à bossages plats et à lignes de refend. Autour de l'arc des arcades, les bossages adoptent un profil rayonnant, typique de l'architecture néo-classique. Dans chaque baie cintrée est inscrite une fenêtre à arc surbaissé possédant un appui de fenêtre supporté par deux corbeaux à motif de gouttes.
Séparé du rez-de-chaussée par un entablement, le premier étage est percé de hautes fenêtres rectangulaires à meneau et traverse de bois. Ces fenêtres, à l'encadrement mouluré, sont ornées à leur base d'une allège à balustrade et à leur sommet d'un petit entablement à frise de denticules soutenu par des consoles rectangulaires.
Le deuxième étage est percé de fenêtres plus petites, dont l'ornementation se réduit à un encadrement mouluré, et sommé d'une corniche en forte saillie soutenue par des modillons rectangulaires, elle-même surmontée d'une balustrade en attique.
La façade de la place Royale est percée de deux grandes doubles portes en chêne peintes en blanc et surmontées chacune d'une fenêtre d'imposte et d'un cartouche sur lequel est écrit « Musée des Instruments de Musique » au-dessus des portes à gauche et « Muziekinstrumentmuseum » au-dessus des portes à droite. La fenêtre située au-dessus de chaque porte est précédée d'un balcon à balustrade de pierre soutenu par des consoles ornées de volutes et de feuilles d'acanthe. Les châssis fenêtres sont également construits en bois de chêne et peints à l'huile selon la couleur désignée par l'architecte
La façade disposée le long de la rue Montagne de la Cour est très semblable, à quelques détails près. Elle comporte huit travées comme la façade de la place Royale mais la dernière travée à gauche (contre l'édifice Art nouveau de Saintenoy) est fort différente des sept autres : elle ne comporte pas de bossages au rez-de-chaussée, est en retrait et n'a pas de corniche.

### Toitures
Le cahier des charges établi en 1776 prévoit que "tous les toits des façades seront couverts d'ardoises", que l'on "sera tenu de les élever à la hauteur et selon la pente uniformément désignée dans le plan" et qu'il ne sera pas permis d'y construire des tuyaux de cheminée visibles depuis la place Royale. À la suite des rénovations des années 1990, la toiture de l'ensemble du bâtiment est désormais en zinc et à tasseaux.

### Galerie
|  |  |  |  |

|  |  |  |  |

## Accessibilité
| ___ | Ce site est desservi par les stations de métro : Gare Centrale et Parc. |